# 文卓森
文卓森（英語：Sam Man），香港ViuTV的幕後人員、撰稿員，在《全民造星》系列擔任旁白而著名，因此有「旁白君」的綽號。

## 簡歷
文卓森畢業於香港城市大學，因夢想在電台工作曾嘗試應徵不同電台的崗位，大學期間同時在DBC數碼電台擔任錄音室控制員長達四年半之久。曾從事公關及市場營銷工作，後加入ViuTV擔任資料撰稿員，上司為監製黃慧君，並參與製作《歌度有…》及《胖伴》。
2018年，文卓森有份參與《Good Night Show 全民造星》製作，因為負責寫旁白稿，加上節目製作比較趕，就安排他兼任旁白，結果他的旁白風格大受觀眾歡迎。文卓森亦憑《全民造星II》旁白，獲網民投選觀眾在民間電視大奬2019「民選最佳男配音員」獎。
2021年，文卓森為ViuTV在網絡平台的宣傳節目《請小心𨋢門》擔任主持。
目前文卓森與監製黃慧君、編審謝家驥、導演劉諾衡、曹梓冲等較多合作，並為無制限OT編集団的主要成員。

## 演出

### 電視節目／電視劇（ViuTV）
- 2017年：《歌度有…》撰稿
- 2018年：《胖伴》撰稿
- 2018年：《Good Night Show 全民造星》撰稿／旁白
- 2019年：《花姐ERROR遊》撰稿／旁白
- 2019年：《Cooking Gigi台灣篇》旁白
- 2019年：《全民造星II》撰稿／旁白
- 2020年：《美女郊遊遊》撰稿
- 2020年：《全民造星III》撰稿／旁白
- 2021年：《囝囝女女730》第4集嘉賓
- 2021年：《學神出沒注意》旁白
- 2021年：《ERROR自肥企画》資料撰稿／客串幕前／司機
- 2021年：《膠戰S2》第5集客串幕前
- 2021年：《全民造星IV》撰稿／旁白
- 2022年：《我哋係COLLAR》資料撰稿／旁白／第6-10集主持
- 2023年：《全民造星V》撰稿／旁白
- 2023年：《殺手廢J》宣傳片旁白
- 2023年：《無制限探險隊》日記旁白

- 2023年：《社內相親》旁白

### 廣播劇（商業電台）
- 2021年：《失眠藥深夜中篇劇場：Flip and Flop》 飾 徐一樂

## 趣事
因為在《我哋係COLLAR》的綜藝環節中被指偏幫蘇雅琳一方，被揭發亦是一名「蘇蝦」。